# Ludwig Lachmann
Pour les articles homonymes, voir Lachmann.
Ludwig Lachmann, né le 1er février 1906 à Berlin et mort le 17 décembre 1990 à Johannesbourg, est un économiste allemand de l'École autrichienne d'économie, qui approfondit la perspective subjectiviste de cette école.

## Biographie
Il étudie à l'université Humboldt de Berlin entre 1924 et 1933 et y obtient son doctorat en économie. Il rejoint alors la London School of Economics où il étudie la théorie du cycle avec l'économiste autrichien Friedrich Hayek. Il rejoint après la Seconde Guerre mondiale l'université du Witwatersrand, où il enseigne jusqu'à sa retraite.
Dans les années 1970, il participe au lancement de la revue d'économie autrichienne Market Process, qui développe des vues proches des siennes.
La Ludwig M Lachmann Research Fellowship a été établie en son honneur à la London School of Economics.

## Œuvres
- Capital and its structure, 1956, [lire en ligne]
- The Legacy of Max Weber, 1971, [lire en ligne]
- Capital, expectations and the market process, 1977
- The market as an economic process, 1986
- Expectations and the meaning of institutions, 1994